# Dorset and East Devon (circonscription du Parlement européen)
Dorset and East Devon était une circonscription du Parlement européen couvrant la majeure partie du Dorset, à l'exception de Christchurch, ainsi que des parties de l'est du Devon.
Avant l’adoption uniforme de la représentation proportionnelle en 1999, le Royaume-Uni utilisait le système uninominal à un tour pour les élections européennes en Angleterre, en Écosse et au pays de Galles. Les conscriptions du Parlement européen utilisées dans ce système étaient plus petites que les circonscriptions régionales les plus récentes et ne comptaient chacune qu'un seul membre au Parlement européen.

## Limites
Il se composait des se composait des circonscriptions du Parlement de Westminster (sur leurs limites de 1983) de Bournemouth East, Bournemouth West, Honiton, North Dorset, Poole, South Dorset et West Dorset.
La circonscription a remplacé des parties de Devon, Somerset and West Dorset and Dorset East and Hampshire West. Il est devenu une partie de la circonscription beaucoup plus grande du Sud-Ouest de l'Angleterre en 1999.

## Membre du Parlement européen
| Élection                                                                                  | Élection | Membre                                                                       | Parti                                                                        |
| ----------------------------------------------------------------------------------------- | -------- | ---------------------------------------------------------------------------- | ---------------------------------------------------------------------------- |
| partie du Devon, Somerset and Dorset West et du Dorset East and Hampshire West avant 1994 |          |                                                                              |                                                                              |
|                                                                                           | 1984     | Bryan Cassidy                                                                | Conservateur                                                                 |
| 1999                                                                                      | 1999     | circonscription abolie, partie de l'Angleterre du Sud-Ouest à partir de 1999 | circonscription abolie, partie de l'Angleterre du Sud-Ouest à partir de 1999 |

## Résultats des élections
Les candidats élus sont indiqués en gras.
| Parti         | Parti                                  | Candidat          | Voix    | %    | ± |
| ------------- | -------------------------------------- | ----------------- | ------- | ---- | - |
|               | Conservateur                           | Bryan Cassidy     | 81,551  | 36,4 | ' |
|               | Libéral Démocrate                      | P. Goldenberg     | 79,287  | 35,4 |   |
|               | Travailliste                           | Antony Gardner    | 39,856  | 17,8 |   |
|               | UKIP                                   | M. R. Floyd       | 10,548  | 4,7  |   |
|               | Green                                  | Krystyna Bradbury | 8,642   | 3,8  |   |
|               | Conservateur indépendant               | I. Mortimer       | 3,229   | 1,4  |   |
|               | Natural Law                            | Mark Griffiths    | 1,048   | 0,5  |   |
| Majorité      | Majorité                               | Majorité          | 2,264   | 1,0  |   |
| Participation | Participation                          | Participation     | 224,161 | 42,1 |   |
|               | Conservateur vainqueur (nouveau siège) |                   |         |      |   |